# Carlos Francisco de Croix
Carlos Francisco de Croix (Lille, 1 de enero de 1703-Valencia, 28 de octubre de 1778) marqués de Croix, fue un militar y político del siglo XVIII al servicio del Reino de España. 

## Biografía
Empezó su carrera militar en la Guardia Valona, siguió en la compañía flamenca de Guardia de Corps, y participó en las campañas de Italia de la primera mitad del XVIII. Nombrado teniente general en 1745. También participó en la campaña de Portugal de 1762. Llegó a capitán general de los Ejércitos de Carlos III en 1770.
Sirvió a los reyes Felipe V, Fernando VI y Carlos III. Llegó a ostentar los cargos de capitán general de Andalucía, capitán general de Galicia (junio de 1756-septiembre de 1766), virrey de Nueva España (25 de agosto de 1766-22 de septiembre de 1771) y, finalmente, capitán general de Valencia entre 1777 y 1786.
En Galicia dedicó buena parte de sus esfuerzos a obras públicas y a la mejora de las infraestructuras, en particular de la red viaria. En Nueva España le tocó superar según algunos historiadores una de las etapas «más convulsas» del Virreinato a lo largo del siglo XVIII, en una época de clara decadencia económica, aunque su actuación como administrador fue bien considerada. Durante su mandato en México se ocupó de la expulsión de los jesuitas —de forma expeditiva y sin muchas contemplaciones, según algunos autores—, combatir tribus indias sublevadas en Sonora y Sinaloa, así como de impulsar las obras del desagüe de Huehuetoca. Volvería a España pobre y con deudas. Su heredera fue Fernanda de Croix y Vergel.

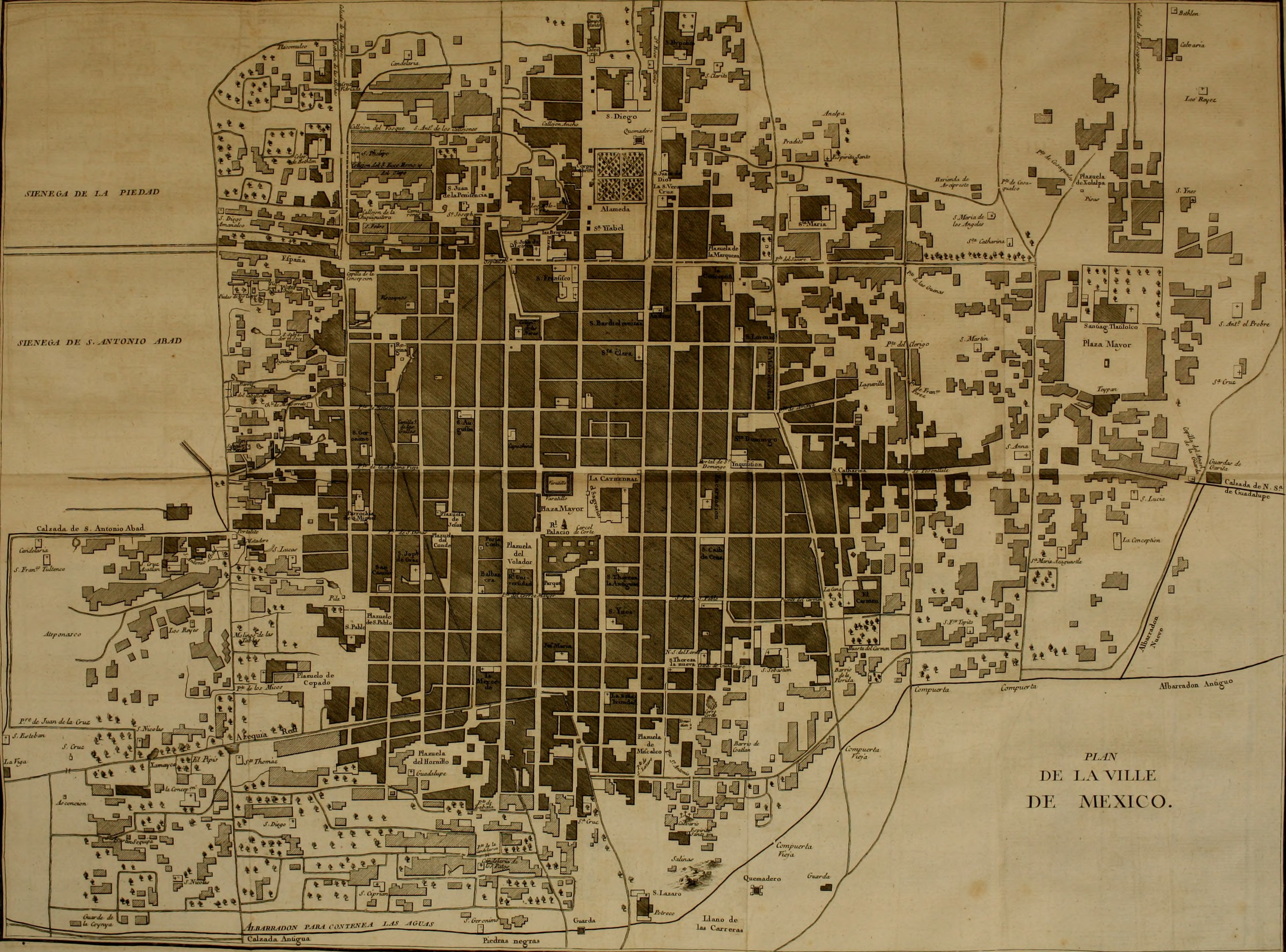
Plano de la Ciudad de México en la década de 1770.

Se hizo famoso cuando expulsó a los jesuitas de la Nueva España y publicó su bando donde decía "... y pues de una vez para lo venidero deben saber los súbditos del gran Monarca que ocupa el trono de España, que nacieron para callar y obedecer y no para discurrir ni opinar en los altos asuntos del gobierno.”